# Rolinda Sharples
Rolinda Sharples (1793-1838) fue una pintora inglesa especializada en retratos y pinturas al óleo. Expuso en la Royal Academy of Arts y en la Society of British Artists, donde se convirtió en miembro honorario. 

## Biografía
Rolinda Sharples pertenecía a una familia de artistas encabezada por su madre Ellen Sharples y su padre James Sharples. Los tres hermanos de Rolinda también siguieron carreras artísticas. La familia se mudó a Estados Unidos cuando Sharples era aún una niña, permaneciendo allí en dos periodos, de 1793 a 1801 y de 1809 a 1811. 
En 1803, la madre de Sharples comenzó a formarla en la pintura, pagándole pequeñas sumas de dinero para animarla. Cuando Rolinda Sharples tenía 13 años, se unió al negocio familiar de creación, copia y venta de retratos al pastel a pequeña escala de personas famosas. Junto con sus dos hermanos y su madre, Sharples comenzó a copiar retratos en miniatura a partir de las pinturas originales de su padre.
Tras el fallecimiento de su padre en Nueva York en 1811, Rolinda Sharples regresó a Bristol con su madre y su hermano. Además de pintar pequeños retratos, empezó a ganarse la vida pintando al óleo así como pinturas más ambiciosas de historia y género contemporáneo que representaban a grupos de personas. En esta etapa, los diarios escritos por su madre Ellen reflejaron la evolución de Rolinda como artista. En 1813, Ellen Sharples señaló que su hija Rolinda comenzó un retrato suyo al óleo, siendo este el primer retrato que pintó con esa técnica. Rolinda Sharples retrató a su madre varias veces. A finales de 1813, realizó un nuevo retrato suyo, ya que, como su propia madre Ellen observó, mejoró mucho en la pintura y estaba descontenta con el primer retrato que le había hecho. En 1814, Rolinda pintó un autorretrato, y en 1815 completó un doble retrato titulado La artista y su madre.  
Sharples fue elegida miembro honorario de la Royal Society of British Arts en 1827. Falleció de cáncer de mama en 1838.

## Obras
Una característica de las obras de Sharples era aparecer en el fondo de muchas de sus obras, a menudo representada con una sonrisa irónica, mirando directamente a los ojos de quien observa la pintura. Fue una de las primeras artistas británicas en realizar composiciones de varias figuras en sus obras. Sus pinturas grupales tenían un elevado nivel de detalle comparable al que aplicaba en sus pequeños retratos. Las representaciones que hacía de escenas de la Regency Bristol son un reflejo de las costumbres sociales de la época.  
Entre sus obras más importantes se encuentran Guardarropa en las salas de reuniones de Clifton; Racing on the Downs; Rownham Ferry with Portraits; The Stoppage of the Bank; y The Trial of Colonel Brereton after the Bristol riots of 1831. También pintó obras más pequeñas e íntimas con temáticas de naturaleza (como conchas o un pequeño ratón). 
Las pinturas de Sharples formaron parte de exposiciones en Bristol, Leeds, Birmingham y Carlisle, así como de la Royal Academy of Arts y la Society of British Artists de Londres. Durante sus últimos ocho años de vida vivió con su madre en el área de Hotwells en Bristol. Muchas de sus obras se encuentran en el Bristol City Museum.

### Guardarropa en las salas de reuniones de Clifton, 1817
Esta pintura, que se exhibe en el Museo y Galería de Arte de Bristol, se ha convertido en una de las imágenes más características de Sharples gracias a los seguidores de Jane Austen y del Período de Regencia Británica. La imagen ha sido utilizada en numerosos libros, siendo los más destacados A Portrait of Jane Austen, de David Cecil, Jane Austen's World, de Maggie Lane, y High Society, de Venetia Murray. Esto probablemente se debe a que existen pocas pinturas georgianas que representan asambleas, con personas bailando o en movimiento. En este caso, la obra de Sharples muestra a un grupo de personas en el guardarropa preparándose para la velada. Las salas de asambleas de Clifton aún existen hoy en día. 

### Pinturas de la Royal Academy of Arts
Según consta en un libro de la Royal Academy of Arts, Sharples exhibió sus obras en esa institución en 1820, 1822 y 1824.
- 1820 - Shells; Eliza at Work, A Market, Portrait of a Lady
- 1822 - Rownham Ferry With Portraits,[9] The Young Delinquent
- 1824 - Un ratón

## Documentos personales
Las cartas, documentos legales, libros y cuentas bancarias relacionadas con la familia Sharples se encuentran en los Archivos de Bristol (Ref. 15395). 

## Galería

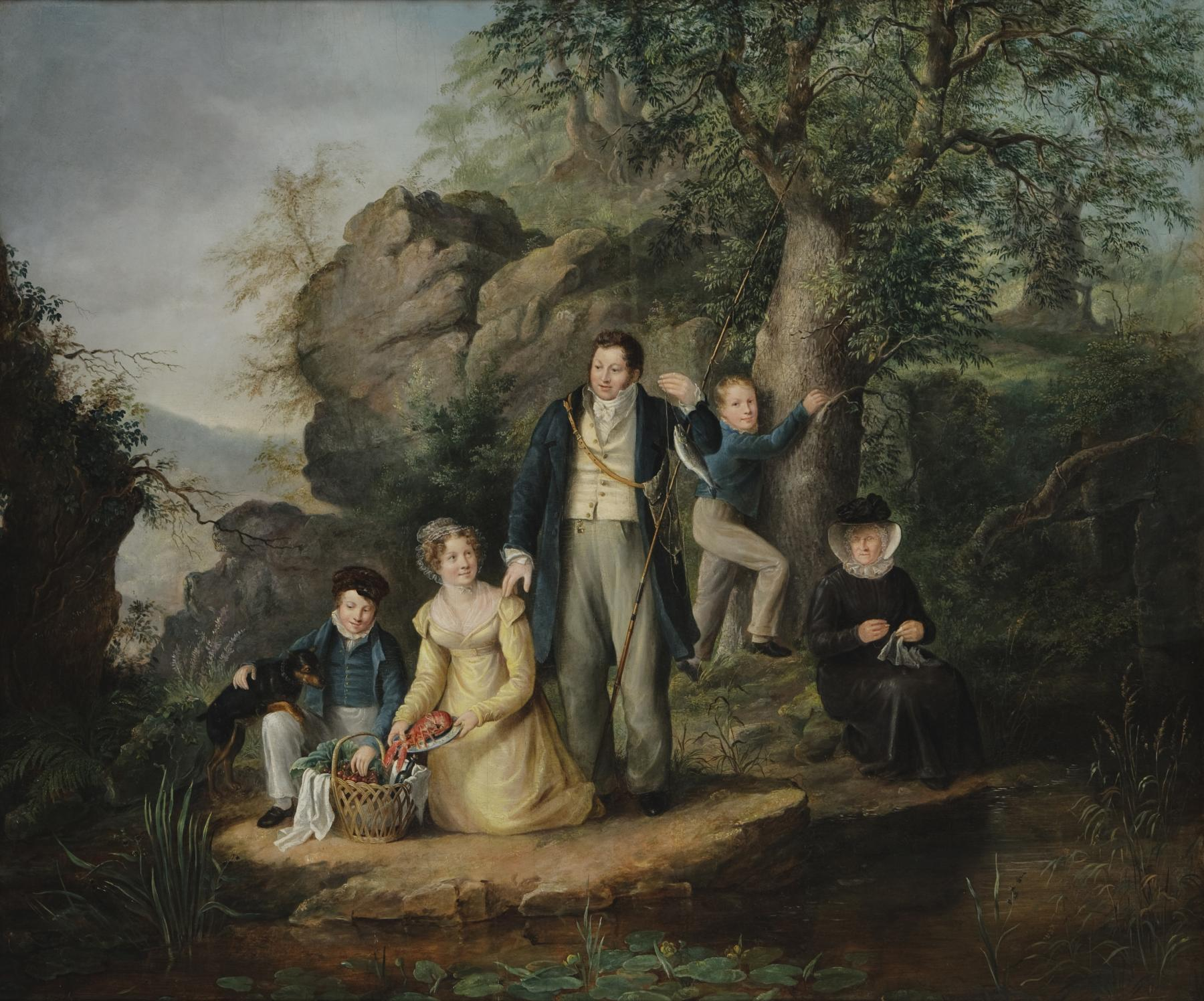
Picnic in England, también conocido como The Sharples Family
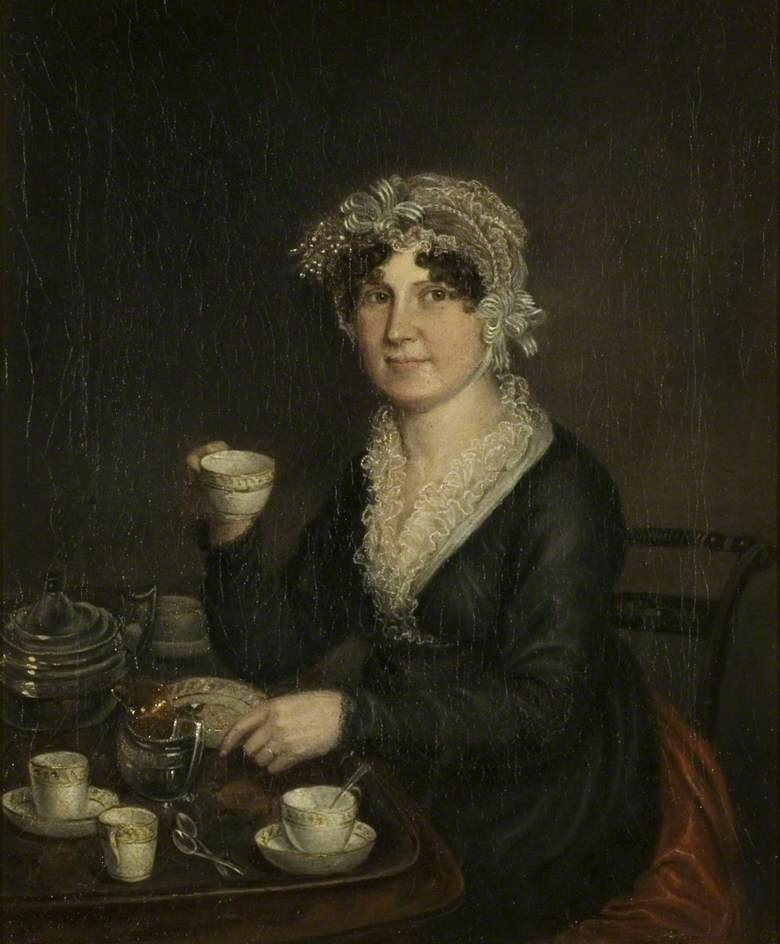
Rettrato de Ellen Sharples
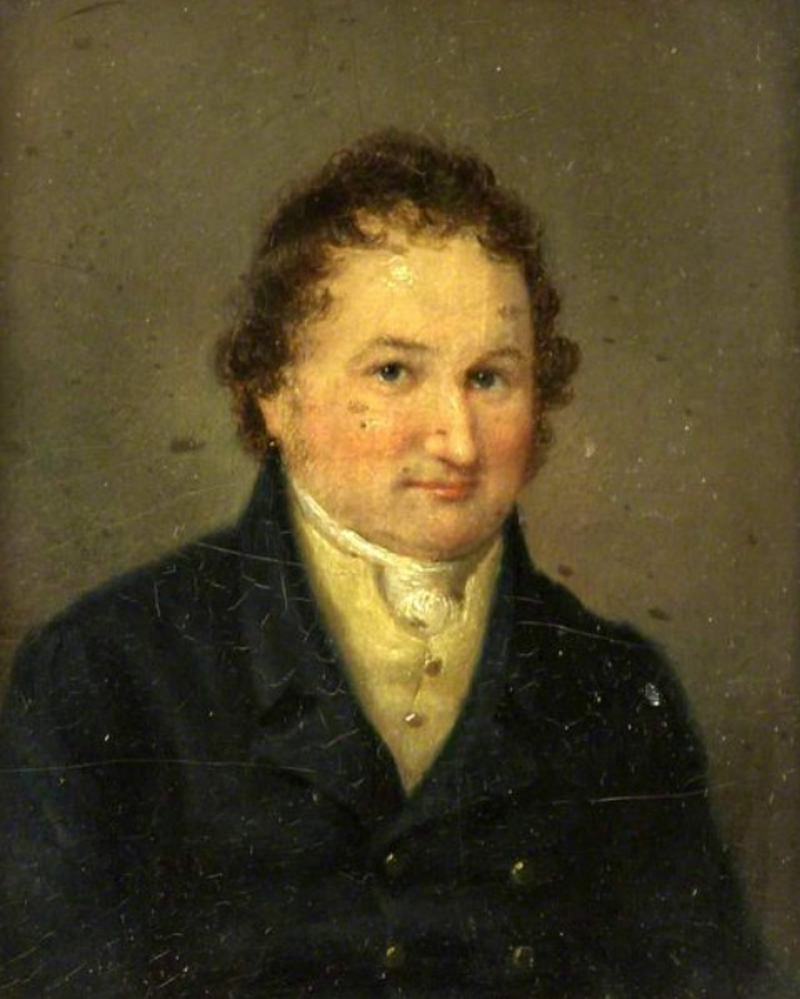
Sir John Smyth